# Gedenkteken D.G. Pronk

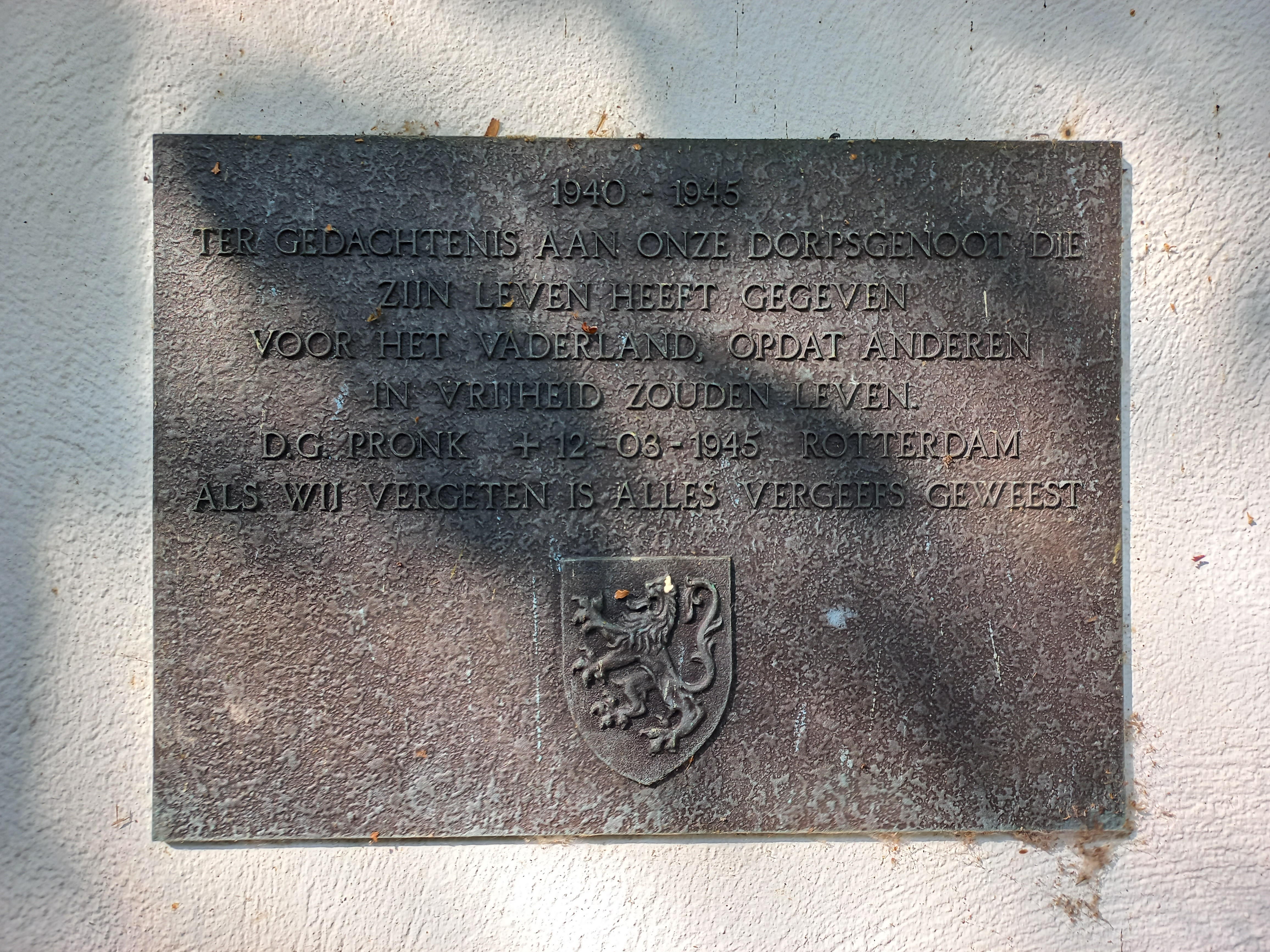
Gedenkteken D.G. Pronk (september 2024)

Het Gedenkteken D.G. Pronk bestaat uit een plaquette aangebracht op de Kerk van Holysloot, Amsterdam-Noord.
Dedelef Gustaaf (Deef of Dave) Pronk (Holysloot, 22 augustus 1922 – Rotterdam, 12 maart 1945) was een Nederlands kantoormedewerker.
Hij was zoon van Hilletje Kruse en Jacob Pronk, beiden geboren binnen de gemeente Ransdorp waar Holysloot toe behoorde. Een jaar voor de geboorte van Deef Pronk sloot Ransdorp zich aan bij gemeente Amsterdam. Zelf kwam hij niet toe aan een huwelijk. Pronk woonde aan de Dorpsstraat Holysloot, toen nog bekend onder Ransdorp C33 (Amsterdamse adressering volgde pas in 1957).
Pronk werkte bij de rijksbelastingdienst in Amsterdam. Toen de Duitse bezetter hem wilde inschakelen voor de Arbeitseinsatz dook hij onder in het Zuid-Hollandse dorp Zwammerdam. In dat dorp nam hij deel aan het verzetswerkzaamheden en was zodoende betrokken bij een wapendropping. De groep kon de verspreid liggende munitie niet tijdig bergen. Hij en anderen werden verraden door een pro-Duitse dorpsgenoot. Hij werd op 6 maart 1945 gearresteerd.

Op 12 maart 1945 werd hij gefusilleerd aan het Hofplein en in Rotterdam begraven. Later volgde een herbegraving op het kerkhof van de genoemde kerk. Aan de gevel van de kerk hangt een plaquette met de tekst:
1940-1945
Ter gedachtenis aan onze dorpsgenoot die
zijn leven heeft gegeven
voor het vaderland, opdat anderen
in vrijheid zouden leven
D.G., Pronk overleden 12 maart 1945 Rotterdam
Als wij vergeten is alles vergeefs geweest.